# Carl Künzli-Tobler
Carl Künzli-Tobler (* 31. Dezember 1862; † 8. Januar 1925 in Zürich) war ein Schweizer Kaufmann und Verleger von Ansichtskarten.

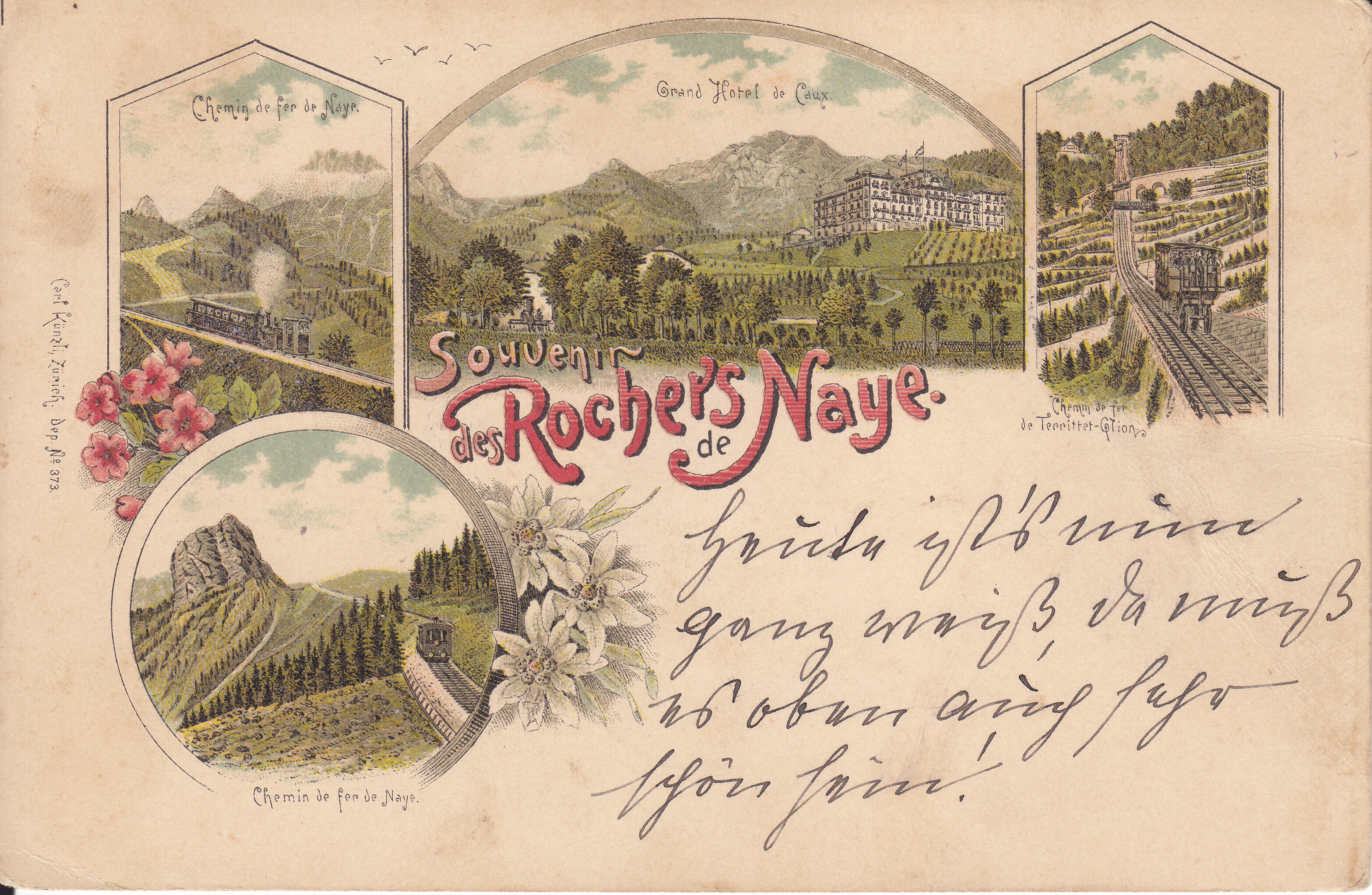
Ansichtskarte aus dem Verlag von Carl Künzli, Zürich (ca. 1897)

## Unternehmen
Der Kaufmann Carl Künzli kam 1889 nach Zürich und führte anfänglich eine Papeterie. Schon bald erkannte er die Chancen in dem noch jungen Geschäft mit den Ansichtskarten. Er begann selber Karten herauszugeben mit der Bezeichnung Carl Künzli, Zürich (oft kurz C. K. Z.), die er bei der Lithographischen Kunstanstalt Emil Pinkau  in Leipzig zeichnen und drucken liess. Mit seinen Produkten war er auch international sehr erfolgreich, und so liess er 1896 seine Firma im Handelsregister als Kunstverlag und Luxuspapiere en gros eintragen. 1899 gab er die Selbständigkeit auf und wurde Direktor der A.-G. Postkartenverlag Künzli, des von seinen Onkeln Anton und Joseph Künzli (bekannt als Gebr. Künzli) gegründeten Unternehmens. Schon 1903 gab er die Anstellung jedoch wieder auf. Zwei Monate nach seinem Austritt liess Carl Künzlis Ehefrau Bertha geb. Tobler (1865–1934) eine neue Firma, die Künzli-Tobler & Cie. im Handelsregister eintragen. Zuerst als Geschäftsführer, ab 1907 dann als Inhaber führte er diese Firma unter dem Namen Carl Künzli-Tobler mit Erfolg weiter bis zu seinem Tod im Jahr 1925.

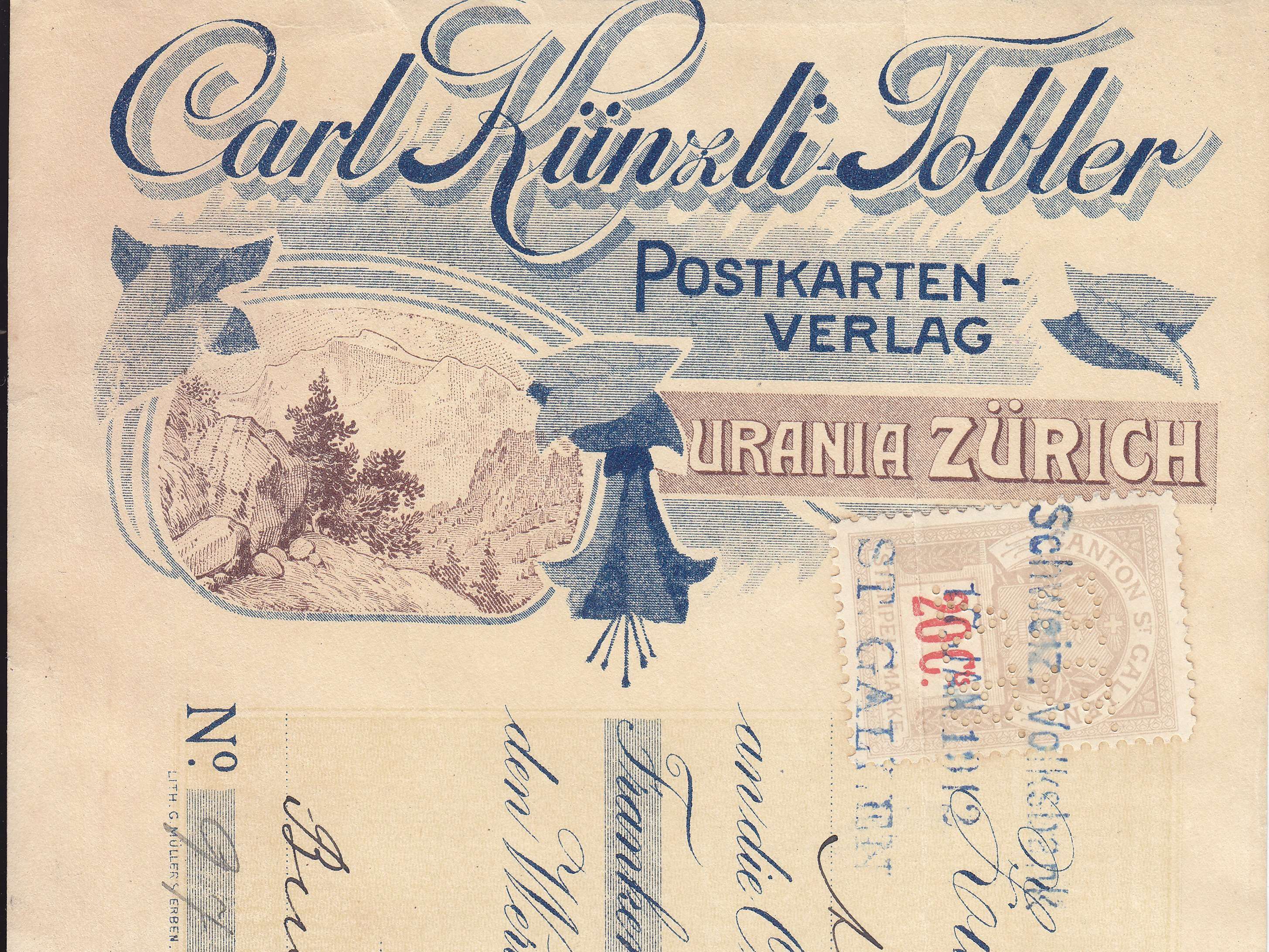
Bankcheck der Firma Künzli-Tobler (Ausschnitt), 1912

## Nachfolger
Carl Künzlis Sohn Max Joseph (1890–1966) übernahm die Firma, verwies aber teilweise weiterhin auf die langjährige Tradition des Verlags mit dem Vermerk Carl Künzli-Toblers Nachfolger. Max Künzli wurde vor allem bekannt durch seine Katzen-Postkarten, die Zeichnungen stammten vom Zürcher Künstler Eugen Hartung (1897–1973).
Die Firma Max Künzli ist im Handelsregister bis 1974 nachgewiesen, denn Sohn Raymond (1930–2012) führte sie weiter als Kunstverlag für Gratulations-, Trauer- und Ansichtskarten unter dem Namen Max Künzli, Inhaber Raymond Künzli.

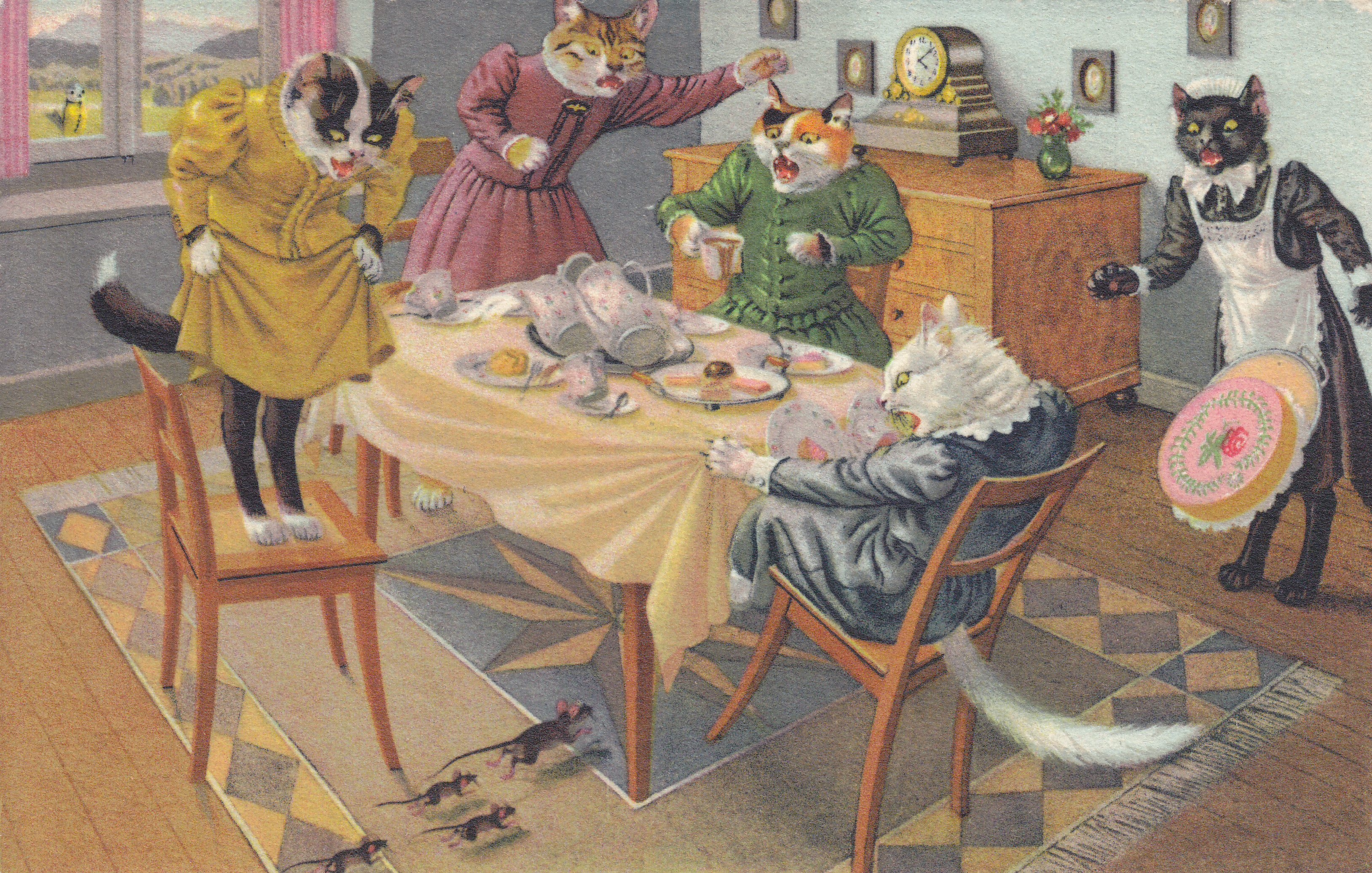
Künstler: Eugen Hartung, Verlag Max Künzli-Zürich, Nr. 4678

## Archivalien
Heute finden sich zahlreiche Beispiele von Carl Künzlis Wirken in Schweizer Archiven und Sammlungen sowie in den Angeboten von Online-Auktionsplattformen. Das Firmenarchiv von Carl Künzli-Tobler und Max Künzli mit rund 9.000 Fotografien, die mehrheitlich Sujets der Schweiz zeigen und in der Zeit zwischen 1890 und 1910 entstanden sind, befindet sich in der Graphischen Sammlung und Fotoarchiv der Zentralbibliothek Zürich.